# Christopher Berent Claudi

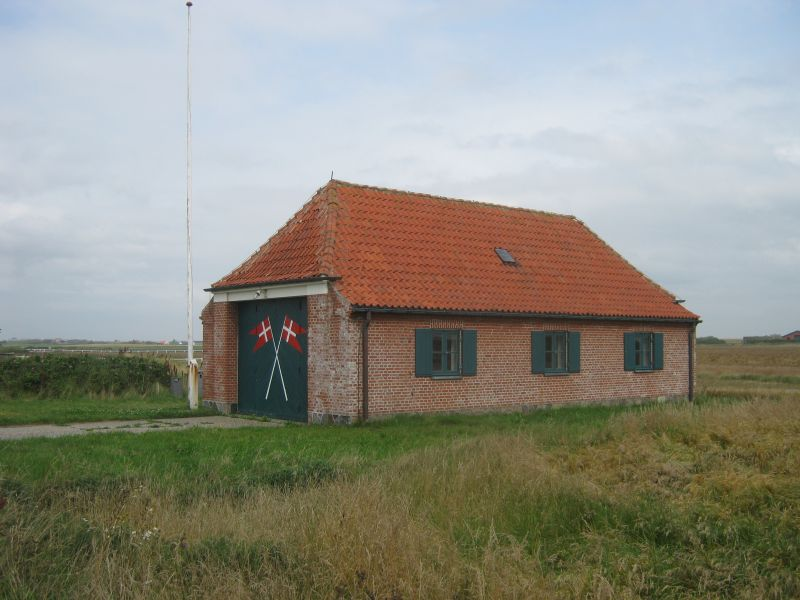
Redningsstation Tuskær

Christopher Berent Claudi, född 7 juli 1799 i Nygaard i Brøndbyøster, död 6 maj 1880 i Köpenhamn, var en dansk ämbetsman och en av grundarna av det danska sjöräddningsväsendet, Redningsvæsenet.
Christopher Berent Claudi växte upp på Jyllands västkust och blev vid 25 års ålder strandopsynsmand och senare strandingskommissionær. Han reste 1845 på egen bekostnad till England för att studera hur sjöräddningsväsendet fungerade där. Hans arbete för att främja sjöräddning i Västjylland ledde till att kung Kristian VIII 1847 beviljade medel för att anskaffa raketapparater, en sjöräddningsbåt och simbälten. På försöksbasis inrättades samma år räddningsstationer i Flyvholm och Redningsstation Tuskær, båda i nuvarande Lemvigs kommun.
Det Nørrejyske Redningsvæsen inrättades med en lag 1852, och Christopher Berent Claudi utnämndes då till dess första chef. Det Nørrejyske Redningsvæsen bestod då av 19 räddningsstationer mellan Skagen i norr till Blåvand i söder.
Det 20 meter långa sjöräddningsfartyget C.B. Claudi, byggt i Rudkøbing 1979 och stationerat på Redningsstation Hanstholm, har sitt namn efter honom.